# 卡洛斯·埃尔莫西略
卡洛斯·埃尔莫西略（西班牙語：Carlos Hermosillo，1964年8月24日—），墨西哥男子足球运动员，司职前锋。他曾代表墨西哥参加1986年和1994年国际足联世界杯，其中1986年世界杯止步八强赛，1994年世界杯止步十六强赛。